# Vuhlehirsk
Vuhlehirsk (tiếng Ukraina: Вуглегірськ) là một Đô thị của Ukraina. Đô thị này thuộc tỉnh Donetsk. Thành phố này có diện tích ? km2, dân số theo điều tra dân số năm 2001 là 10309 người.